# 宝福寺 (下田市)
宝福寺（ほうふくじ）は、静岡県下田市にある浄土真宗本願寺派の寺院。

## 歴史
創建年代は不明である。元々は真言宗の寺であったが、1559年（永禄2年）に顕如と釈了善によって、浄土真宗の寺となった。
1854年（嘉永7年）に下田奉行が設置された際、当寺が一時奉行所庁舎となっている。
1863年（文久3年）、土佐藩の元藩主・山内容堂が江戸京都へ向かう途中、嵐をやり過ごすため下田へ寄港、当寺に逗留していた。時同じくして勝海舟も門人の坂本龍馬ら一行を連れて大阪から江戸へ戻る途中、嵐をやり過ごすため下田へ寄港していたところ、容堂が下田に立ち寄っていることを聞きつけ、龍馬が犯した土佐藩脱藩の罪の許しを乞うべく寺へ出向き容堂に面会。酩酊状態にあった容堂に酒を振舞われるなどの無理難題（容堂は海舟が下戸であることを知っており、彼を試すべくあえて酒を勧めた）を受けながらも何とか飲み干して見せ、その男気に感銘した容堂の寛大な措置をもって龍馬の罪は許されることになった。このとき容堂と海舟が面会した部屋が寺内に当時のまま残されている他、容堂が龍馬を許すと発言した際、海舟にその証となるものを所望され、これを受けて一筆書き記した扇が所蔵されている。
また、「唐人お吉」こと斎藤きちの墓があることでも知られている。稲生沢川に身投げし、水死体として河原に打ち上げられたきちを引き取る者が誰ひとりおらず、これを憐れんだ当時の住職が遺体を収容し境内に墓を設けて埋葬したが、このことを知った檀家の大多数から苦情が寄せられ、いたたまれなくなった住職はついには下田を去ってしまった。当寺には「唐人お吉記念館」が置かれ、お吉所縁の品々を所蔵している。

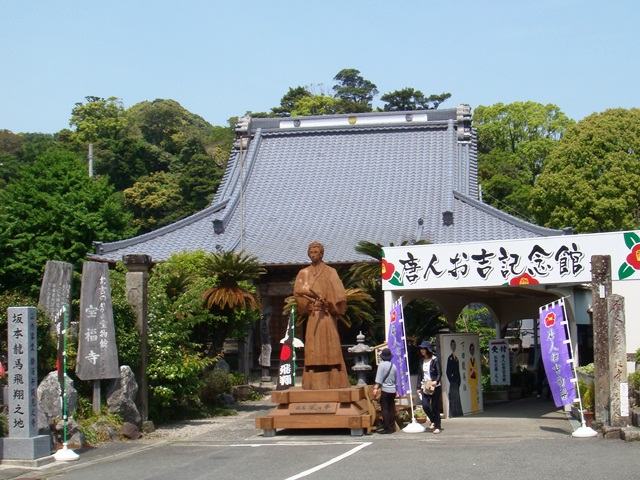
宝福寺と唐人お吉記念館
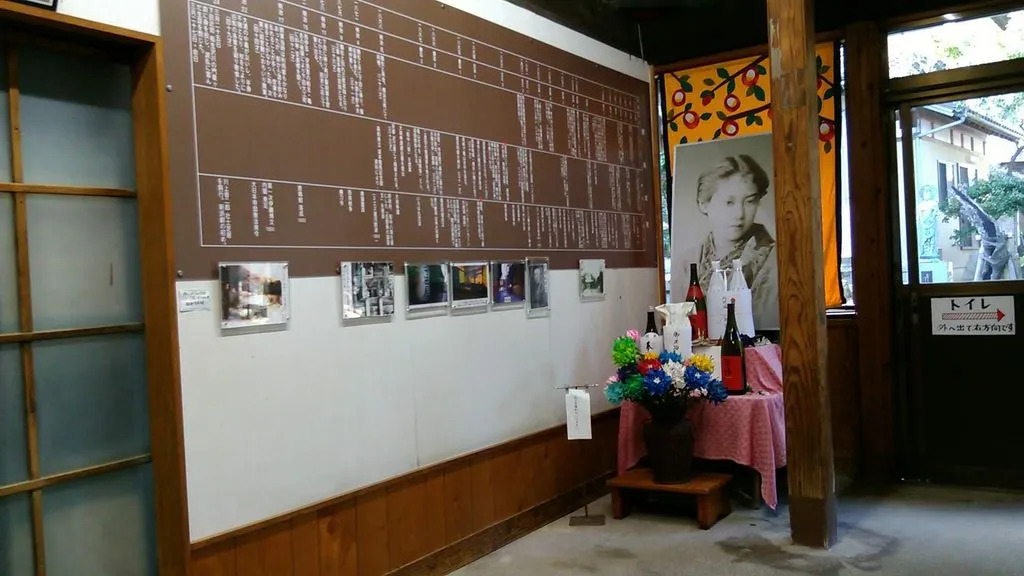
唐人お吉記念館内

## 交通アクセス
- 伊豆急下田駅より徒歩7分。